# Корнеја де Конфлан
Корнеја де Конфлан (фр. Corneilla-de-Conflent) насеље је и општина у јужној Француској у региону Лангдок-Русијон, у департману Источни Пиринеји која припада префектури Прад.
По подацима из 2011. године у општини је живело 464 становника, а густина насељености је износила 42,11 становника/km². Општина се простире на површини од 11,02 km². Налази се на средњој надморској висини од 634 метара (максималној 823 m, а минималној 397 m).

## Демографија
| 1962. | 1968. | 1975. | 1982. | 1990. | 1999. | 2011. |
| ----- | ----- | ----- | ----- | ----- | ----- | ----- |
| 395   | 398   | 365   | 397   | 417   | 426   | 464   |

График промене броја становника у току последњих година